# プリンス
プリンス（英: prince）は、
1. 特定の領域を支配する君主の称号の一種[1]
2. もしくは王族、皇族の男子（王子、親王）

を指す。
女性形はプリンセス（英: princess）で、2 の意味では、王族に生まれた女性、王族男子の配偶者などを指す。日本語訳では王女、妃、姫など場合に応じて訳し分けられる。

## 語源とヨーロッパ諸言語間の違い
ラテン語で「第一人者・筆頭者」を意味するプリンケプス（プリーンケプス、prīnceps）が、英語のプリンスの語源である。西ヨーロッパの多くの言語でも同様であり、例えば、フランス語ではプランス (prince)、イタリア語ではプリンチペ (principe) という。
ドイツ語では、プリンケプスがドイツ語化しプリンツ (Prinz) となった。これとは別の称号として、ゲルマン語由来の「第一人者」から生じたフュルスト（Fürst 、英語の first と同語源）があり、後述するように区別して用いられる。
ロシアではまったく別の語源をもつクニャージ (князь / knyaz') の称号がプリンケプスに対応している。

## プリンスの分類

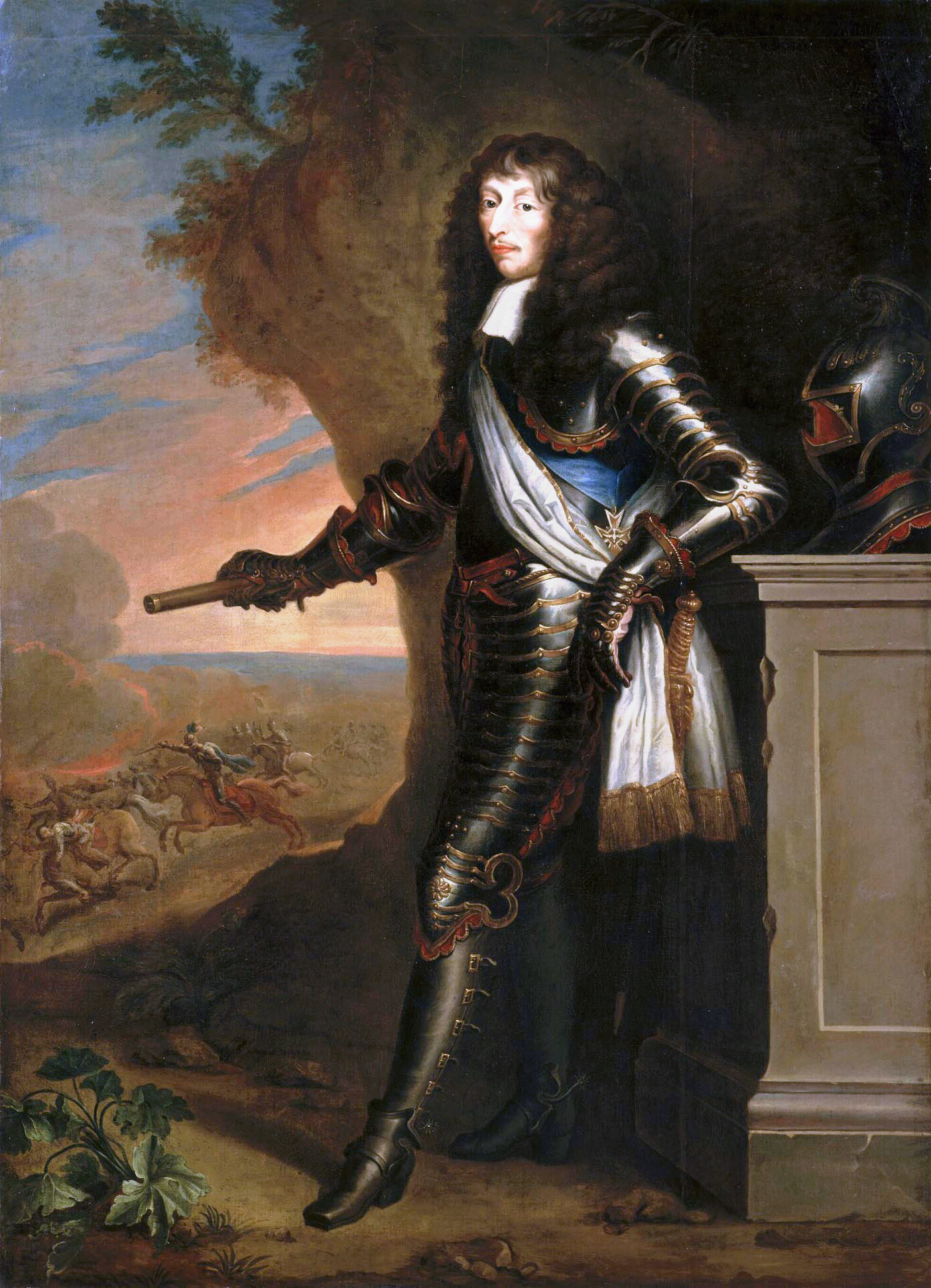
ルイ2世・ド・ブルボン＝コンデ（1621年 - 1686年）：フランス王国の「プランス・デュ・サン」で「プランス・ド・コンデ」であった。

プリンスの称号の用例は、次の2つに大別できる。それぞれは、その性格の違いから、異なった日本語の訳語が使用される。

### 君主号ないし爵位
中世以降のヨーロッパで国王（英: king、仏: roi）という称号が君主に対するものとして一般的になると、国王と名乗ることまでは承認されないが実質的に君主と見なされる貴族が、ラテン語でプリンケプスに相当する称号（英語ではプリンス）を名乗る例が現れる。このような称号は、日本語では、公、侯（ドイツ周辺）、大公（フランス周辺）など様々に訳される。他に「君主」という意味や「諸侯」という意味でも用いられる。
プリンスの支配する国のことを英語でプリンシパリティ (principality) といい、公国（ドイツの場合は侯国とも）と訳す。プリンスを称する君主による君主制が現在も残っている国には、モナコ公国（仏: Principauté de Monaco / 英: Principality of Monaco）、リヒテンシュタイン公国（独: Fürstentum Liechtenstein / 英: Principality of Liechtenstein）があり、またアンドラ公国（カタルーニャ語: Principat d'Andorra / 英: Principality of Andorra）はフランス大統領とスペインのウルヘル司教が共同大公（コ＝プランス（仏: co-prince） / コプリンシペ（西: copríncipe））として君臨している。
ドイツでは、この「プリンス」の意味では、フュルスト（Fürst）を称号に用いる。神聖ローマ帝国では、近世以降、ヘルツォーク（Herzog 、公爵）の下の爵位として定着した。
フランスにおいては、デュク（Duc、公爵）の上の位としてプランス (prince) が置かれた。プランスは、親王、大公ないし公などと訳される。
イギリスにおいては、「プリンス・オブ・ウェールズ」、すなわちウェールズ公 (prince of Wales) はウェールズの君主の称号であったが、イングランド王国に吸収されその王位継承者がこの君主号を帯びることとなった。
爵位として用いられる場合には、他の爵位と同様に、特定の領地の支配権と結びつく場合もあれば、そうでない場合もある。
ちなみに日本の華族における「公爵」も英語ではプリンスと訳されることがあるが、これも爵位としてのプリンスである。

### 君侯の一族男子の称号
君主・諸侯としてのプリンケプスの称号とは別に、ヨーロッパでは君主や上位貴族の一族男子（息子、孫息子、夫など）もプリンケプス（やそれに相当する単語）の称号をもって呼ばれることがある。この意味の場合、ドイツ語ではプリンツ (Prinz) という。訳としては、「王子」「親王」「公子」などがある。
王政期のフランスでは、王子や王孫にはこのような称号は付与されなかったが（フィス・ド・フランスを参照）、傍系の王族にはプランス・デュ・サン（prince du sang 、「（王族の）血統のプリンス」の意）の称号が、公爵の子には単なるプランス (prince) の称号が用いられることがあった。フランス革命の後は、復古ブルボン朝期を除いて、「フランス人の王」の君主号に対応する王太子の称号として「プランス・ロワイヤル (prince royal)」の称号が用いられた。また帝政期には、プランスがボナパルト家皇族の称号として用いられている。
ドイツでは、皇帝、国王、大公爵、公爵、フュルスト などの一族の称号として広くプリンツ (Prinz) の称号が用いられる。
イギリスではドイツを発祥とするハノーヴァー朝から、王族の称号としてのプリンスが制度として確立した（それ以前にプリンスを称していたカンバーランド公ルパート、カンバーランド公ジョージ、ジョージとアン女王の息子グロスター公ウィリアムなどは外国の王侯の男子やその直系であった）。ただし、プリンセス・ロイヤルの称号はステュアート朝で創設されている。
これが現在日本語でも広く使われている、多くの場合に「王子」と訳される意味でのプリンスである。
スペインやポルトガル、ブラジル帝国では、王太子もしくは皇太子（推定相続人）にプリンシペ (príncipe) の称号が用いられているが（プリンシペ・デ・アストゥリアス（アストゥリアス公）など）、これはプリンス・オブ・ウェールズと同様に爵位としての意味である。特に注意が必要なのがポルトガルの場合で、Príncipe de Portugal、のちには Príncipe Real de Portugal といった称号（英語に直すと Prince of Portugal, Prince Royal of Portugal となる）が、王太子にのみ授けられていた。

## 歴史

### 古代
プリンスの語源となったラテン語のプリーンケプスは、ローマ帝国において、皇帝（インペラートル、 imperātor）がローマ市民の中から選ばれた市民の第一人者であるという意味から、皇帝に対して用いられる称号の一種となった。
のちにローマ帝国の解体の中で、プリーンケプスの称号は国家において唯一最高の支配者である君主を意味するようになる。

### 中世
中世においては、ラテン語で書かれた文献の中で、プリンケプスは称号というより君主を表す一般名称として用いられた。このため実際の称号、爵位が何であっても、ある程度の主権を持つ君主として自他共に認められた大諸侯たちが、ラテン語でプリンケプス、各国の言語でプリンス等と呼ばれたり自ら称したりした（マキャヴェッリの『君主論』の原題 “Il Principe” （イル・プリンチペ）もこの意味で用いている）。
こうしてプリンケプスを称するに至った大諸侯は、フランスにおいてはアンジュー伯やフランドル伯のような有力な伯や公、神聖ローマ帝国では辺境伯や公であった。また中世にはカトリックの教会や修道会も大きな所領をもっており、大司教、司教、大修道院長の中には世俗大諸侯と並んでプリンケプスとみなされるものがあった。なお、ノルマン征服以前のイングランドでも、大陸の伯にあたるアール（earl 、アングロ・サクソン系）やヤール（jarl 、スカンディナヴィア系） がプリンケプスと呼ばれるような大諸侯であったが、ノルマン征服後にはプリンスと呼ばれるような大諸侯は、一部例外を除いて消滅した。
またこの時代、その他の各地域では現地語で王や族長に当たる者が西ヨーロッパの人々からプリンスと見なされ、ラテン語の文献でプリンケプスと書かれた。例えばウェールズでは、王と呼ばれるような広域を支配する君主が現れなかったため、それぞれの地方の君主がプリンケプスと呼ばれた。のちにその中で最高の実力をもった者が「ウェールズのプリンケプス」を称するようになり、これが現在イギリスの第一王位継承者（王太子）に与えられる称号である「プリンス・オブ・ウェールズ」の起源となっている。
このほか、西ヨーロッパに出自をもつ者が、西ヨーロッパの封建秩序において宗主がはっきりしない土地や、非カトリック圏を新たに征服した場合、自ら称号としてプリンケプスを名乗ることもあった。ノルマン人によるタラント公、十字軍国家のアンティオキア公などがこの例にあたる。

### 近代

#### 大陸諸国
中世末から近世にかけて、中央集権の進んだ国においては、君主としてのプリンスは存在しなくなり、王族やそれに準じたものが名誉称号としてプリンスと呼ばれるようになった。
一方、近世のドイツでは逆に諸侯（フュルスト）の所領の領邦国家化が進み、貴族の中に領邦国家を治める領邦君主、領邦君主の男系子孫であるが現に統治する領邦を持たない元君主、それ以外の貴族で皇帝や諸侯に仕える宮廷貴族の間に厳然とした身分上の格差が生じた。
こうした過程で、公や辺境伯などの伝統的な大諸侯の称号を持たない諸侯は、諸侯の称号であるフュルスト自体を地位を示す称号とすることを望むようになった。このため神聖ローマ帝国においては、フュルストは公爵より下の爵位となり、さらに時代が下ると領邦君主ではない貴族に与えられる最高位の爵位としてフュルストの称号が用いられるようになった。
近代に神聖ローマ帝国が解体した際、多くの小規模な領邦国家が有力な領邦国家に併合、吸収されたことにより、非君主のフュルストが増加した。このため、近代のドイツでは「侯爵」と訳されるフュルストの中でも、領邦君主である侯爵、元君主の侯爵、宮廷貴族の侯爵の3種別があった。

#### イギリス
イングランドやスコットランドでは、中世以来プリンスの称号を称する君主はあらわれず、ドイツ系王朝のハノーヴァー朝以降は王族男子がプリンスと呼ばれた。ただ、第一王位継承者（王太子）が称する「プリンス・オブ・ウェールズ」の称号は、独立時代のウェールズにいた君主のプリンケプスに由来しており、やや起源と意味合いが異なる。
また、女王を制度として認めたイギリスでは、女王の配偶者が共同国王として戴冠していない場合、その人物のことをプリンス・コンソート（prince consort 、日本語訳は「王配」）といい、王家の成員としてプリンスと見なすようになった。

## 日本におけるプリンス

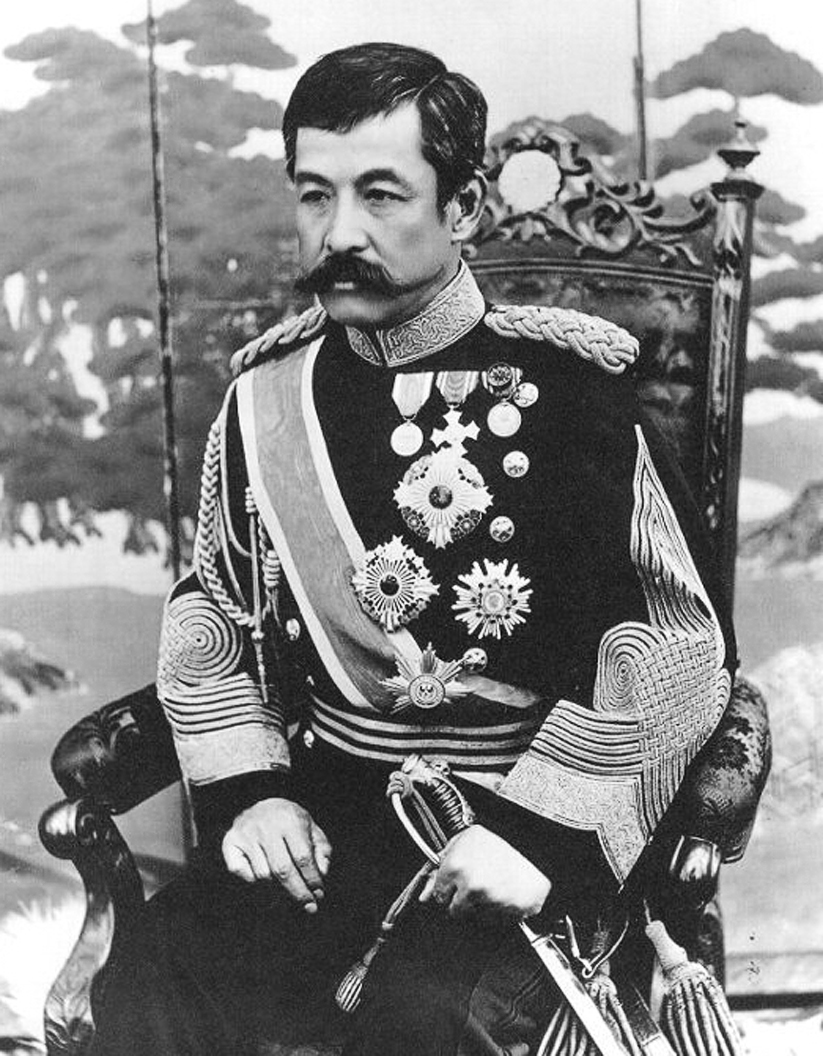
北白川宮能久親王（1847年 - 1895年）

英語のプリンスは、皇族男子の親王および王の称号の英訳として用いられる。
第二次世界大戦以前には、華族の最高位である公爵をデューク（duke）ではなくプリンス（prince）と英訳することが常だった。このため親王や王には公爵との混同を避けるために皇族であることを示す HIH（His Imperial Highness、殿下）の敬称を添えた。例えば、「近衛公」は単に “Prince Konoe” であったが、皇族の「東久邇宮」は “HIH Prince Higashikuni” とした。
プリンスは片仮名語としても日本語によく定着しており、プリンスホテル（戦後に臣籍降下した元宮家の邸宅を買収してホテルとしたことから）、プリンス自動車（皇室に御料車を献上したことから）など企業名に用いられることもあった。この語は個人に対して使われることもある。特定の分野（主に芸術・スポーツなど、他人の目を惹きやすいもの）の中でその技能が優秀であることに加えて、若く、容姿や言動の面で特に魅力的な人物を「〜界のプリンス」と呼んでもてはやすこともある。

### 「プリンス」系の称号
- プリンス・オブ・ウェールズ
- アストゥリアス公
- ビアナ公
- ポルトガル公
- ブラジル公
- コンデ公
- オラニエ公
- ナポレオン公